# Oshodi-Isolo

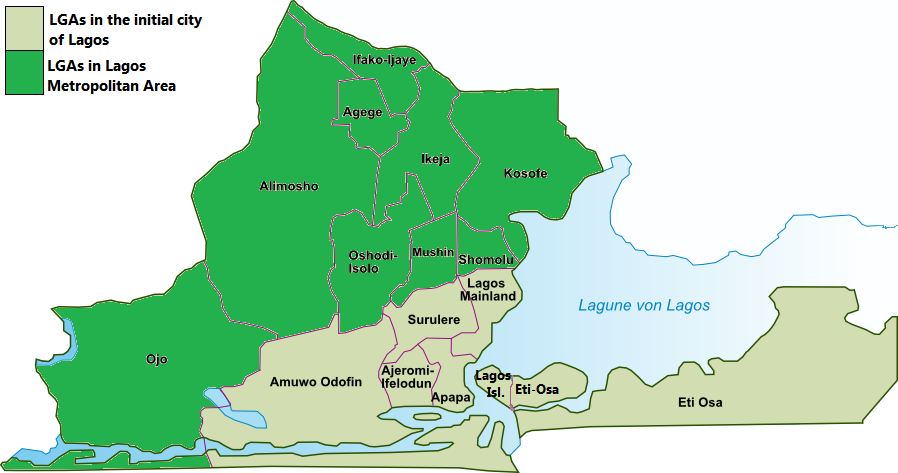
Mapa mostrando Oshodi-Isolo

Oshodi-Isolo é uma Área de governo local na Divisão Administrativa Ikeja do estado de Lagos, Nigéria. Tem uma população de 557.777 pessoas, e uma área de 50 quilômetros quadrados.